# Towarzystwo Akcyjne Zawiercie
Towarzystwo Akcyjne Zawiercie (TAZ) – zakłady bawełniane działające od połowy XIX w. na terenie Zawiercia, założone przez berlińskich bankierów - Adolfa i Bernarda Ginsbergów.

## Historia
W połowie XIX w. przeprowadzono przez Zawiercie linię Kolei Warszawsko-Wiedeńskiej, dzięki której miejscowość zaczęła się dynamicznie rozwijać. Zalety bliskości tak ważnej linii kolejowej jak i dostęp do dużej ilości wody (z rozlewiska Warty) pierwszy zauważył niemiecki żyd Memelok, który wybudował przędzalnie bawełny. Dobrze prosperującą fabryką zainteresowało się dwóch braci, bankierów z Berlina - Adolf i Bernard Ginsbergowie, kupili fabrykę Memeloka i dalej ją rozwijali. W 1870 roku w zakładzie Ginsbergów pracowało około 3 tysięcy ludzi, pod koniec XIX wieku zmieniono nazwę fabryki na Towarzystwo Akcyjne Zawiercie. Wobec coraz większej liczby pracowników fabryki i fatalnych warunków mieszkaniowych na terenie Zawiercia, zarząd TAZ podjął decyzję o budowie osiedla robotniczego dla swoich pracowników. W 1879 roku zarząd TAZ nabył grunty i rozpoczął budowę Osiedla robotniczego Towarzystwa Akcyjnego Zawiercie. Fabryka dynamicznie się rozwijała do czasu Wielkiego kryzysu na początku lat trzydziestych XX wieku, kiedy z powodu braku zapotrzebowania na produkty włókiennicze zwolniono dużą część załogi. W czasie II wojny światowej fabryka produkowała kombinezony lotnicze dla nazistowskiej Luftwaffe, po wojnie fabrykę przejął Skarb Państwa, tworząc zakład państwowy.